# Kajakarstwo na Letnich Igrzyskach Olimpijskich 2012 – K-2 500 m kobiet
K-2 500 metrów kobiet to jedna z konkurencji w kajakarstwie klasycznym rozgrywanych podczas Letnich Igrzysk Olimpijskich 2012. Kajakarki rywalizowały między 7 a 9 sierpnia na torze Dorney Lake.

## Terminarz
Czas UTC+01:00
| Data            | Godzina |            |
| --------------- | ------- | ---------- |
| 7 sierpnia 2012 | 10:35   | Eliminacje |
| 7 sierpnia 2012 | 11:51   | Półfinały  |
| 9 sierpnia 2012 | 10:35   | Finały     |

## Wyniki

### Eliminacje
Pięć najszybszych załóg z każdego biegu i najszybsza załoga z dalszego miejsca awansują do półfinałów.
Wyniki:
Bieg 1
| Pozycja | Tor | Zawodniczki                      | Państwo         | Czas     | Uwagi |
| ------- | --- | -------------------------------- | --------------- | -------- | ----- |
| 1       | 3   | Josefin Nordlöw Karin Johansson  | Szwecja         | 1:44.437 | Q     |
| 2       | 6   | Natalia Lobowa Wiera Sobetowa    | Rosja           | 1:45.710 | Q     |
| 3       | 4   | Iuliana Paleu Irina Lauric       | Rumunia         | 1:46.001 | Q     |
| 4       | 5   | Naomi Flood Lyndsie Fogarty      | Australia       | 1:46.554 | Q     |
| 5       | 7   | Abigail Edmonds Louisa Sawers    | Wielka Brytania | 1:46.564 | Q     |
| 6       | 2   | Yulitza Meneses Dayexi Gandarela | Kuba            | 1:46.587 | q     |

Bieg 2
| Pozycja | Tor | Zawodniczki                        | Państwo  | Czas     | Uwagi |
| ------- | --- | ---------------------------------- | -------- | -------- | ----- |
| 1       | 4   | Wu Yanan Zhou Yu                   | Chiny    | 1:43.448 | Q     |
| 2       | 5   | Franziska Weber Tina Dietze        | Niemcy   | 1:44.195 | Q     |
| 3       | 3   | Nikolina Moldovan Olivera Moldovan | Serbia   | 1:44.335 | Q     |
| 4       | 2   | Wolha Chudzienka Maryna Pautaran   | Białoruś | 1:44.568 | Q     |
| 5       | 6   | Ivana Kmeťová Martina Kohlová      | Słowacja | 1:45.073 | Q     |
| 6       | 7   | Shinobu Kitamoto Asumi Ohmura      | Japonia  | 1:47.323 |       |

Bieg 3
| Pozycja | Tor | Zawodniczki                        | Państwo       | Czas     | Uwagi |
| ------- | --- | ---------------------------------- | ------------- | -------- | ----- |
| 1       | 4   | Katalin Kovács Natasa Dusev-Janics | Węgry         | 1:43.984 | Q     |
| 2       | 3   | Joana Vasconcelos Beatriz Gomes    | Portugalia    | 1:44.660 | Q     |
| 3       | 6   | Lisa Carrington Erin Taylor        | Nowa Zelandia | 1:44.870 | Q     |
| 4       | 7   | Yvonne Schuring Viktoria Schwarz   | Austria       | 1:46.374 | Q     |
| 5       | 5   | Karolina Naja Beata Mikołajczyk    | Polska        | 1:48.271 | Q     |

### Półfinały
Najszybsze cztery osady z każdego półfinału awansują do finału A. Pozostałe ekipy wezmą udział w finale B.
Wyniki:
Półfinał 1
| Pozycja | Tor | Zawodniczki                      | Państwo         | Czas     | Uwagi |
| ------- | --- | -------------------------------- | --------------- | -------- | ----- |
| 1       | 6   | Franziska Weber Tina Dietze      | Niemcy          | 1:41.543 | Q     |
| 2       | 4   | Katalin Kovács Natasa Janics     | Węgry           | 1:41.613 | Q     |
| 3       | 8   | Karolina Naja Beata Mikołajczyk  | Polska          | 1:41.873 | Q     |
| 4       | 3   | Lisa Carrington Erin Taylor      | Nowa Zelandia   | 1:42.764 | Q     |
| 5       | 2   | Wolha Chudzienka Maryna Pautaran | Białoruś        | 1:43.152 |       |
| 6       | 5   | Josefin Nordlöw Karin Johansson  | Szwecja         | 1:44.025 |       |
| 7       | 1   | Abigail Edmonds Louisa Sawers    | Wielka Brytania | 1:46.025 |       |
| 8       | 7   | Iuliana Paleu Irina Lauric       | Rumunia         | 1:49.216 |       |

Półfinał 2
| Pozycja | Tor | Zawodniczki                        | Państwo    | Czas     | Uwagi |
| ------- | --- | ---------------------------------- | ---------- | -------- | ----- |
| 1       | 5   | Wu Yanan Zhou Yu                   | Chiny      | 1:41.863 | Q     |
| 2       | 7   | Yvonne Schuring Viktoria Schwarz   | Austria    | 1:42.317 | Q     |
| 3       | 6   | Joana Vasconcelos Beatriz Gomes    | Portugalia | 1:43.305 | Q     |
| 4       | 3   | Nikolina Moldovan Olivera Moldovan | Serbia     | 1:43.586 | Q     |
| 5       | 1   | Ivana Kmeťová Martina Kohlová      | Słowacja   | 1:43.653 |       |
| 6       | 4   | Natalia Lobowa Wiera Sobetowa      | Rosja      | 1:44.660 |       |
| 7       | 2   | Naomi Flood Lyndsie Fogarty        | Australia  | 1:45.372 |       |
| 8       | 8   | Yulitza Meneses Dayexi Gandarela   | Kuba       | 1:51.428 |       |

### Finały
Wyniki:

#### Finał B
| Pozycja | Tor | Zawodniczki                      | Państwo         | Czas     |
| ------- | --- | -------------------------------- | --------------- | -------- |
| 1       | 5   | Wolha Chudzienka Maryna Pautaran | Białoruś        | 1:44.407 |
| 2       | 3   | Josefin Nordlöw Karin Johansson  | Szwecja         | 1:45.367 |
| 3       | 7   | Abigail Edmonds Louisa Sawers    | Wielka Brytania | 1:46.341 |
| 4       | 2   | Naomi Flood Lyndsie Fogarty      | Australia       | 1:47.650 |
| 5       | 4   | Ivana Kmeťová Martina Kohlová    | Słowacja        | 1:47.683 |
| 6       | 8   | Yulitza Meneses Dayexi Gandarela | Kuba            | 1:50.124 |
| 7       | 6   | Natalia Lobowa Wiera Sobetowa    | Rosja           | 1:52.277 |
| 8       | 1   | Iuliana Paleu Irina Lauric       | Rumunia         | 1:52.468 |

#### Finał A
| Pozycja | Tor | Zawodniczki                        | Państwo       | Czas     |
| ------- | --- | ---------------------------------- | ------------- | -------- |
| złoto   | 5   | Franziska Weber Tina Dietze        | Niemcy        | 1:42.213 |
| srebro  | 3   | Katalin Kovács Natasa Janics       | Węgry         | 1:43.278 |
| brąz    | 7   | Karolina Naja Beata Mikołajczyk    | Polska        | 1:44.000 |
| 4       | 4   | Wu Yanan Zhou Yu                   | Chiny         | 1:44.136 |
| 5       | 6   | Yvonne Schuring Viktoria Schwarz   | Austria       | 1:44.785 |
| 6       | 2   | Joana Vasconcelos Beatriz Gomes    | Portugalia    | 1:44.924 |
| 7       | 1   | Lisa Carrington Erin Taylor        | Nowa Zelandia | 1:46.290 |
| 8       | 8   | Nikolina Moldovan Olivera Moldovan | Serbia        | 1:48.941 |